# Hans Anetsberger
Hans Anetsberger (* 28. Oktober 1870 in München; † 22. Dezember 1942 in Prien am Chiemsee) war ein deutscher Porträt- und Landschaftsmaler sowie Professor an der Kunstgewerbeschule Aachen.

## Leben

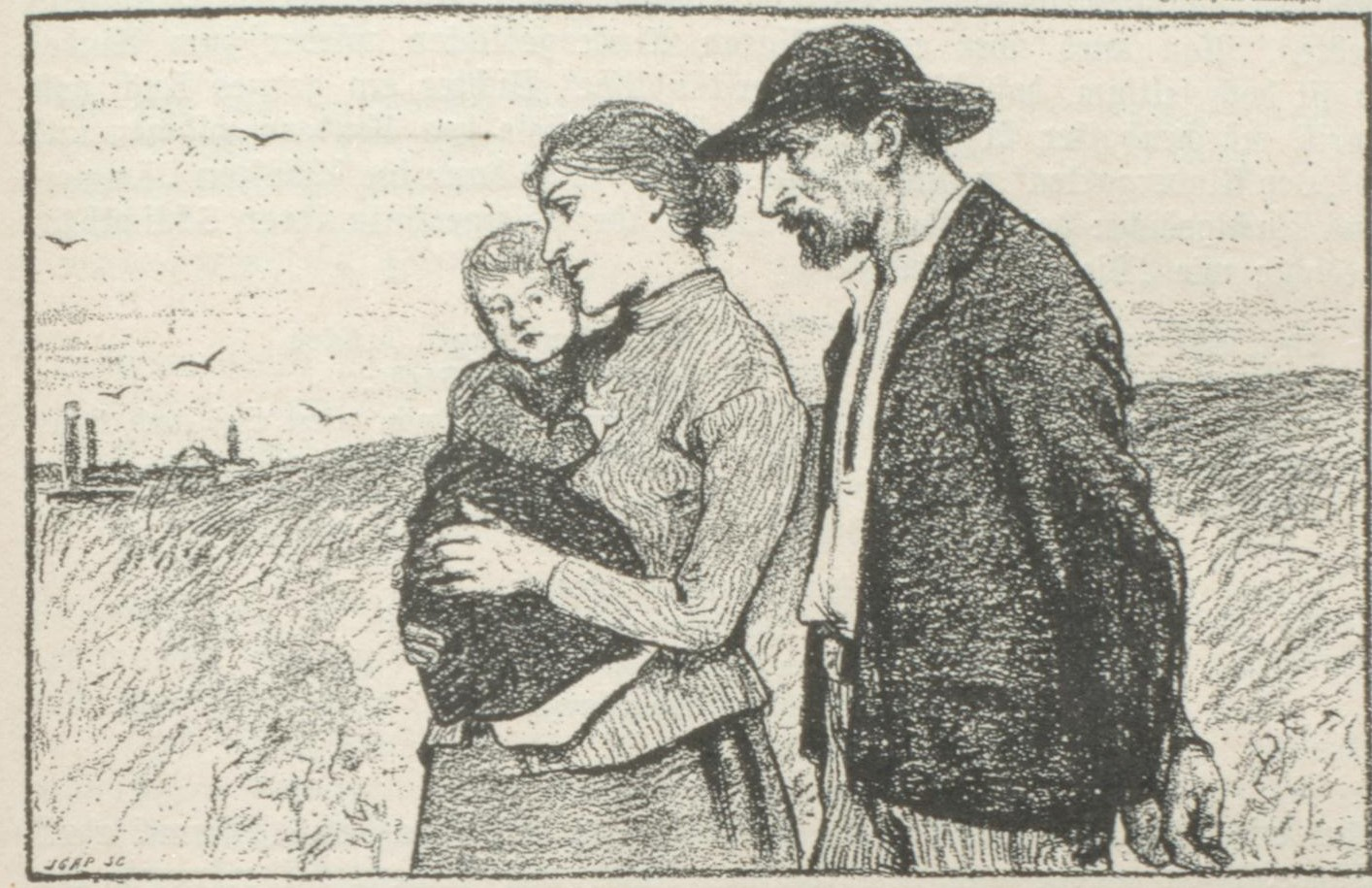
Illustration zu Richard Dehmel: Der Arbeitsmann, in: Simplicissimus, 1896

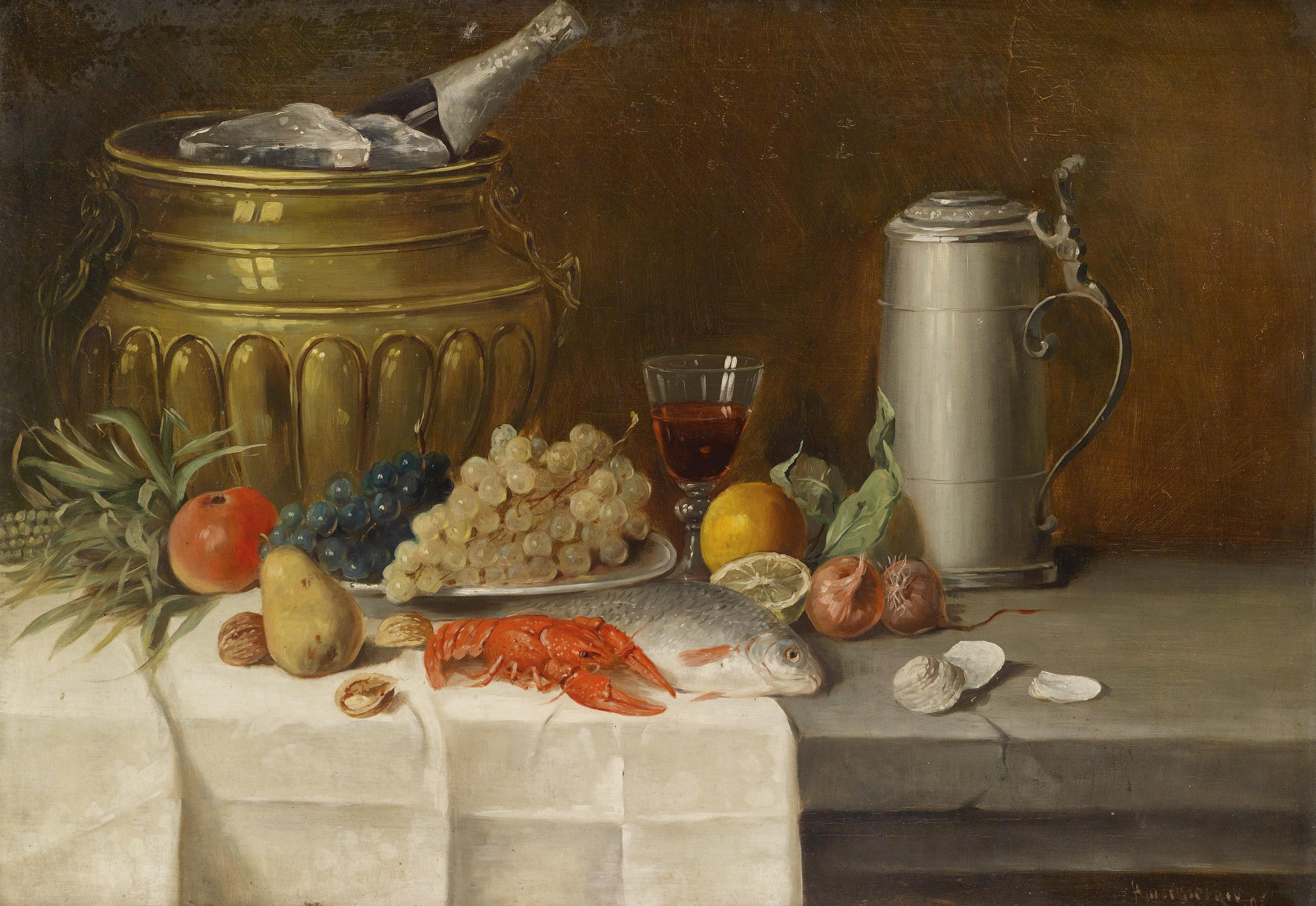
Stillleben mit Bierhumpen, 1895

Hans Anetsberger studierte nach seinem Realschulabschluss an der Kunstakademie München und richtete dort anschließend ein Atelier ein. Im Jahr 1893 erfolgte seine Auszeichnung mit dem des Prix de Romes und im Zusammenhang hiermit ein Studienaufenthalt in Italien sowie später weitere Fahrten nach Frankreich, Spanien, Marokko und Sankt Petersburg in den Jahren 1900/01. Zwischenzeitlich beschickte er immer wieder Ausstellungen und war in diesen Jahren auch als Illustrator für die Zeitschrift Die Jugend und den Simplicissimus zuständig.
Am 1. April 1911 folgte Anetsberger einem Ruf an die Kunstgewerbeschule in Aachen, wo er die dortige Mal- und Zeichenklasse übernahm und 1925 zum Professor ernannt wurde. Im gleichen Jahr illustrierte Anetsberger die 2. Auflage des Bandes Aachen aus der Reihe Deutschlands Städtebau mit 8 Radierungen. Ein Jahr vor der Schließung der Werkkunstschule im Jahr 1934 durch die nun regierenden Nationalsozialisten, welche die dort gestaltete Kunst als entartet eingestuft hatten, wurde Anetsberger am 31. März 1933 emeritiert. Anschließend zog es ihn nach Priem am Chiemsee, wo er sich ein Anwesen mit Atelier eingerichtet hatte und hier bis zu seinem Lebensende noch tätig war.

## Werke (Auswahl)
Die Schwerpunkte seiner künstlerischen Laufbahn waren Porträtgemälde von bekannten Persönlichkeiten seiner Zeit sowie Landschaftsbilder. Zu seinen Hauptwerken zählen unter anderem:
- St. Hubertus, 1894
- Großes Jagdstillleben, 1902[4]
- Dackeldame „Waldine“, 1904[5]
- Rast am Bergsee, o. J.[6]
- Junger Pilzsammler, o. J.[7]

- Für die Publikation
Albert Huyskens (Hrsg.): Aachen. (= Deutschlands Städtebau.) 2. Auflage. DARI, Berlin-Halensee 1925.
fertigte Anetsberger zahlreiche Radierungen von Aachener Ansichten an, untere anderem:
  - Aachener Rathaus
  - Jonastor der Reichsabtei Burtscheid
  - Krämerstraße und St. Foillanskirche
  - Hof
  - Domeingang mit Carlskapelle
  - Hühnermarkt
  - Postwagen
  - Franzstraße mit Marschiertor

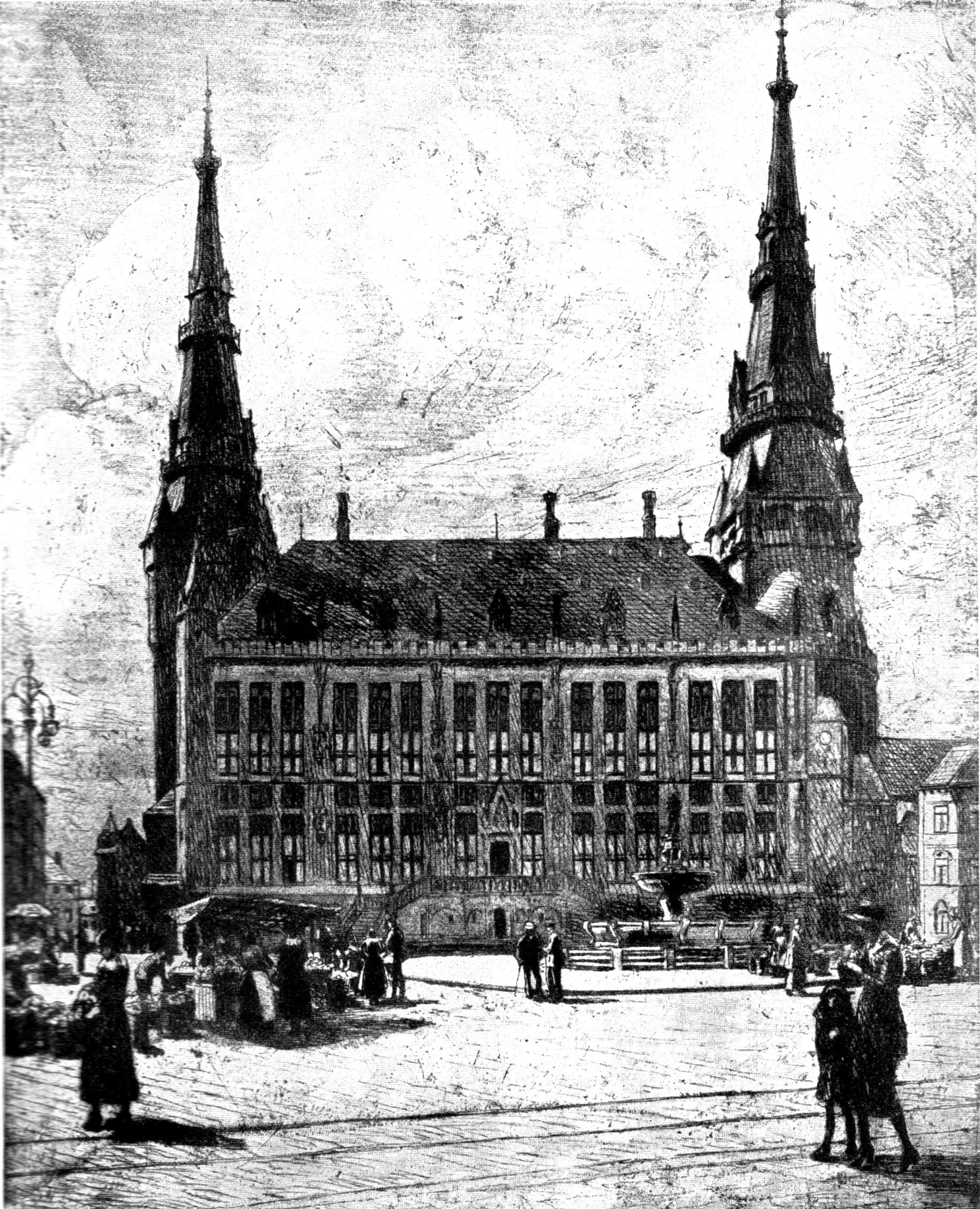
Aachener Rathaus
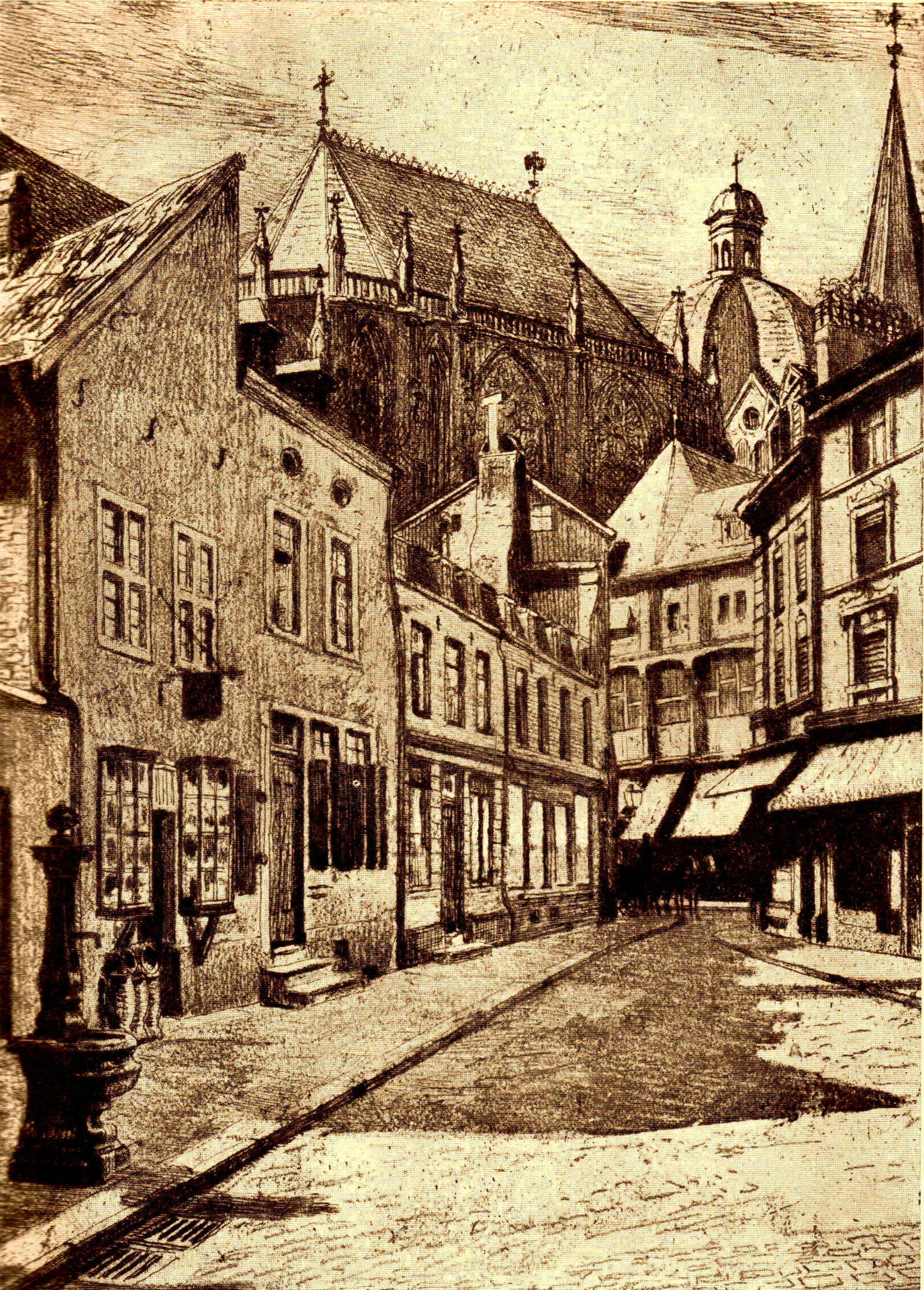
Hof
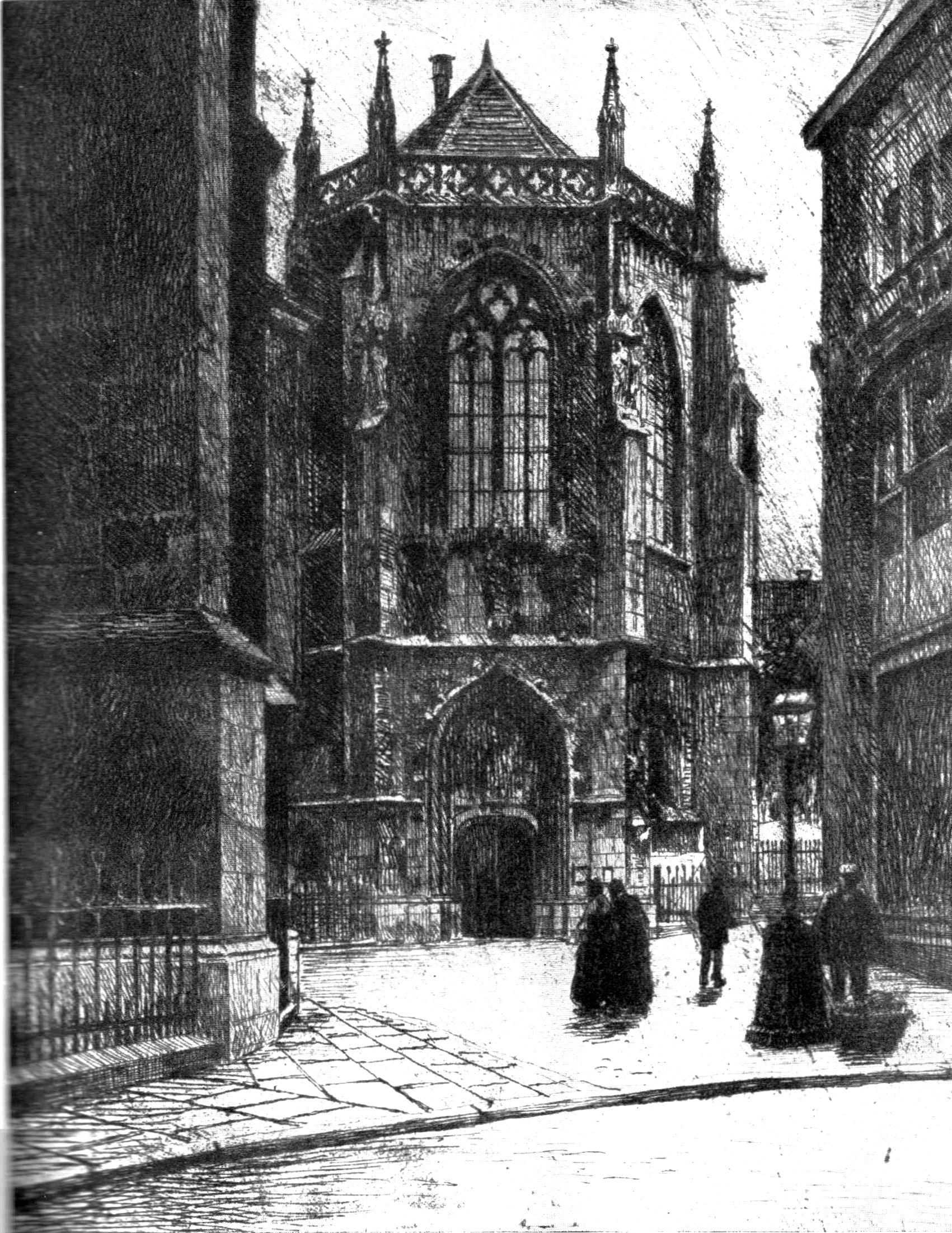
Domeingang mit Carlskapelle
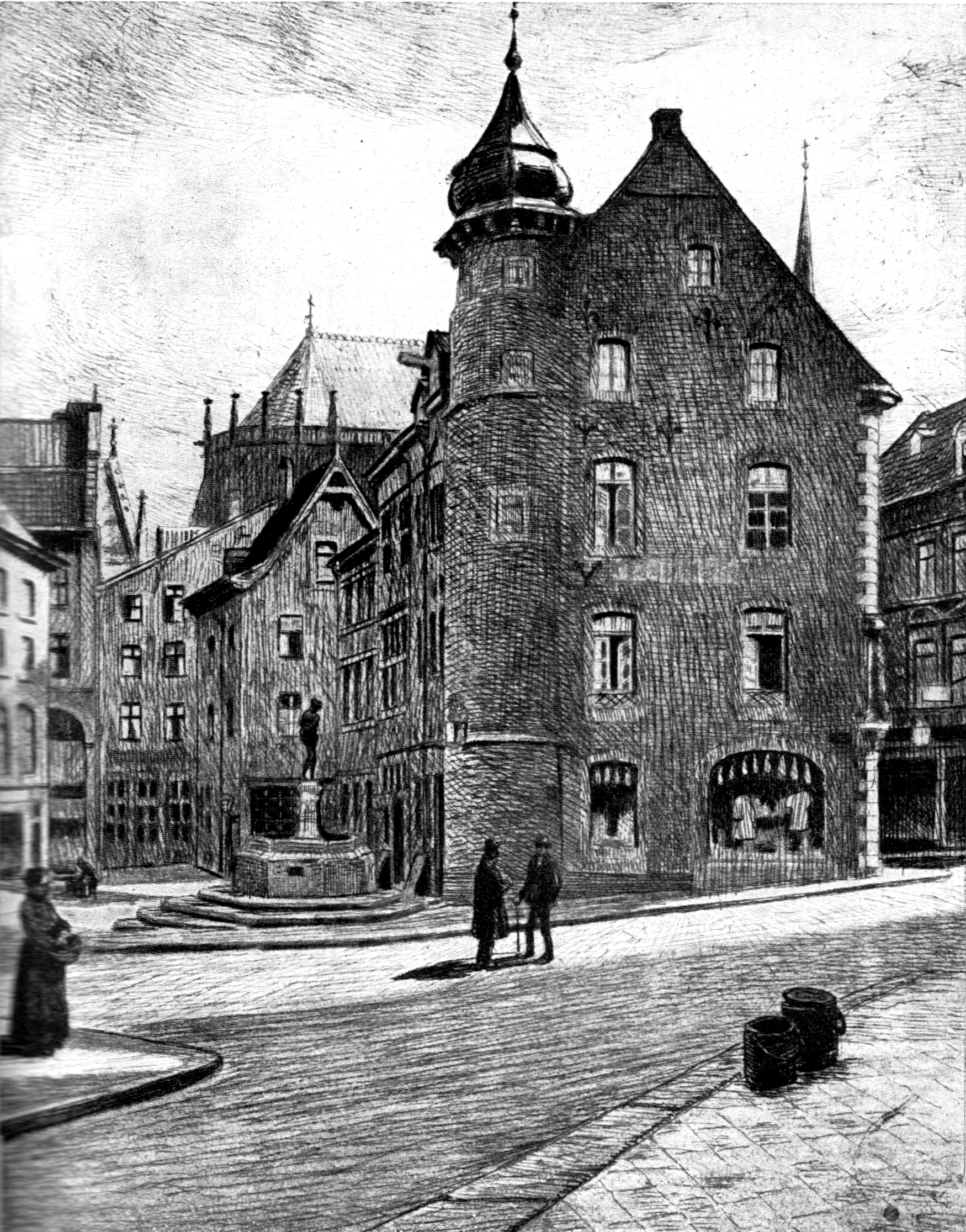
Hühnermarkt
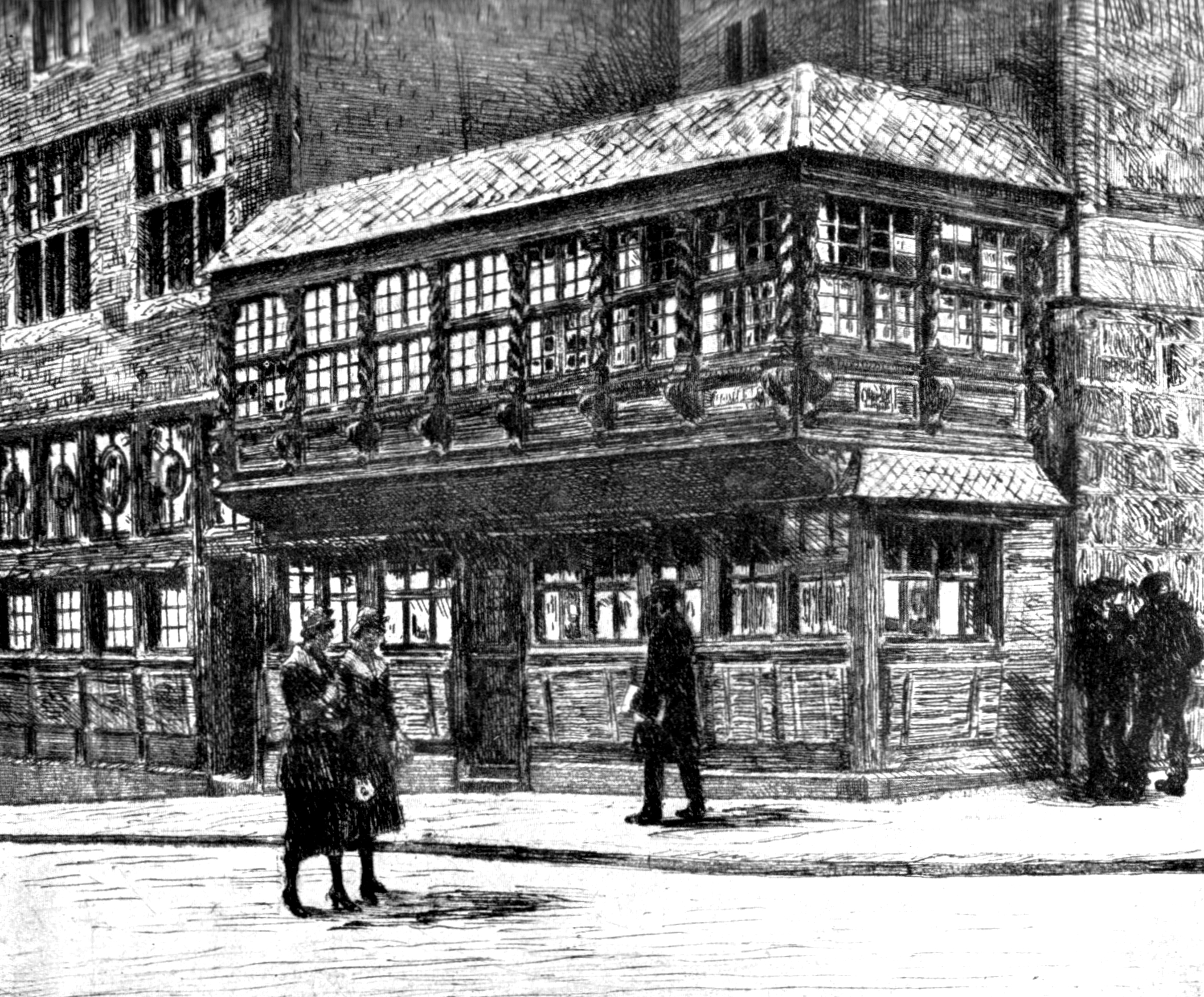
Postwagen
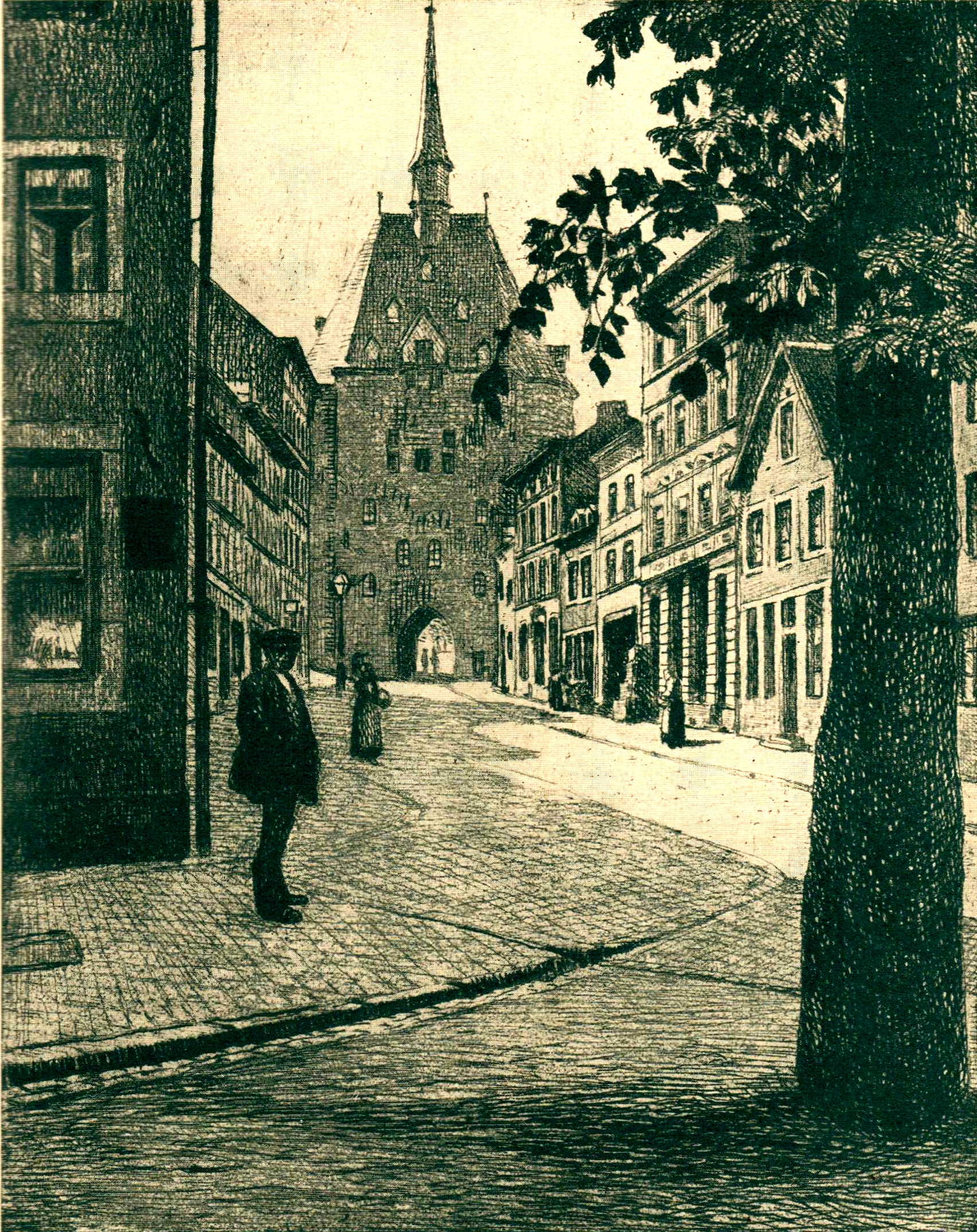
Franzstraße mit Marschiertor